# ラストシーン (布袋寅泰の曲)
「ラストシーン」は、布袋寅泰の楽曲である。1996年1月24日に東芝EMIより通算11枚目のシングルとして発売された。
後に大橋トリオによってカバーされた。

## 概要
前作『スリル』から約3か月ぶりのリリースで、アルバム『King & Queen』の先行シングル。
作品名が「ラスト・シーン」と表記されることもあるが、中黒を含めないのが正式なタイトルである。

## 収録曲
| 全作詞: 布袋寅泰、全編曲: 布袋寅泰。 |                  |           |                        |      |
| #                                    | タイトル         | 作詞      | 作曲                   | 時間 |
| 1.                                   | 「ラストシーン」 | 布袋寅泰  | 布袋寅泰               | 5:29 |
| 2.                                   | 「TOGETHER」     | 布袋寅泰  | 布袋寅泰、Mike Edwards | 4:41 |
| 合計時間:                            | 合計時間:        | 合計時間: | 10:10                  |      |

## 曲解説
1. ラストシーン
日本で制作を始めて、ロンドンでクリス・レインボウと共に完成させた楽曲。元々はピアノを使用して制作された楽曲だった[2]。コーラスには、クリスの他に、今井美樹、かの香織が参加している。
2000年に5000セット限定で発売された布袋デザインのヘッドフォン型Solid Audio Player ＋ Smart Mediaによる"BEAUTIFUL NOISE"に『LAST SCENE featuring Chris Rainbow』としてクリス・レインボウを大きくフィーチャーしたヴァージョンが収録された[3]。
この曲のアウトロと次曲のイントロがノンストップで繋がっている。
2. TOGETHER
ジーザス・ジョーンズのマイク・エドワーズとの競作。
ジーザズ・ジョーンズが1997年に発表したアルバム『オールレディ』の日本盤に同バンドのヴァージョンが収録されており、こちらはサウンド、歌詞ともに異なる。

## 収録アルバム
ラストシーン
- King & Queen
- SPACE COWBOY SHOW
- GREATEST HITS 1990-1999
- TONIGHT I'M YOURS
- MTV UNPLUGGED
- 51 Emotions -the best for the future-

TOGETHER
- B-SIDE RENDEZ-VOUS

## カバー・バージョン
| 楽曲         | アーティスト | 収録アルバム                     | 脚注  |
| ------------ | ------------ | -------------------------------- | ----- |
| ラストシーン | 大橋トリオ   | アルバム『ALL TIME SUPER GUEST』 | [ 4 ] |
| ラストシーン | 大橋トリオ   | ベスト・アルバム『大橋トリオ』   | [ 5 ] |